# Sarah Palin

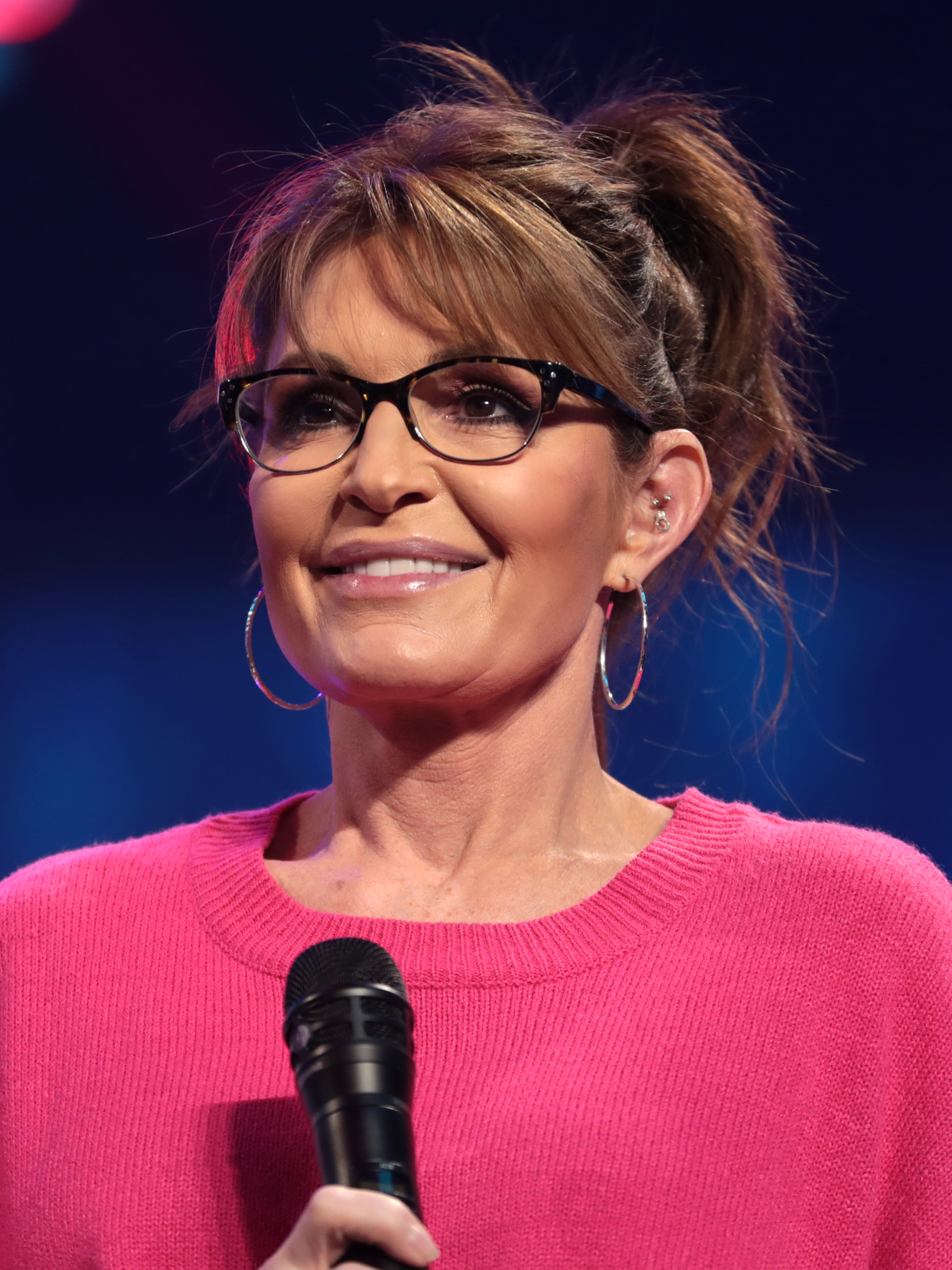
Sarah Palin (2021)

Sarah Louise Palin [ˈsæɹə luːˈiːz ˈpʰeɪ̯lɪn] (geborene Heath; * 11. Februar 1964 in Sandpoint, Idaho) ist eine US-amerikanische Politikerin. Sie ist Mitglied der Republikanischen Partei. Palin war von Dezember 2006 bis Juli 2009 Gouverneurin des US-Bundesstaates Alaska und damit die erste Frau in diesem Amt. Bei der Präsidentschaftswahl 2008 war sie die erste Frau, die von der Republikanischen Partei für die Vizepräsidentschaft nominiert wurde. Sie machte an der Seite des republikanischen Präsidentschaftskandidaten John McCain Wahlkampf. Nach ihrem Rücktritt als Gouverneurin war sie bis 2013 als politische Kommentatorin u. a. bei Fox News tätig sowie als Aktivistin in der Tea-Party-Bewegung.

## Familie und Privates

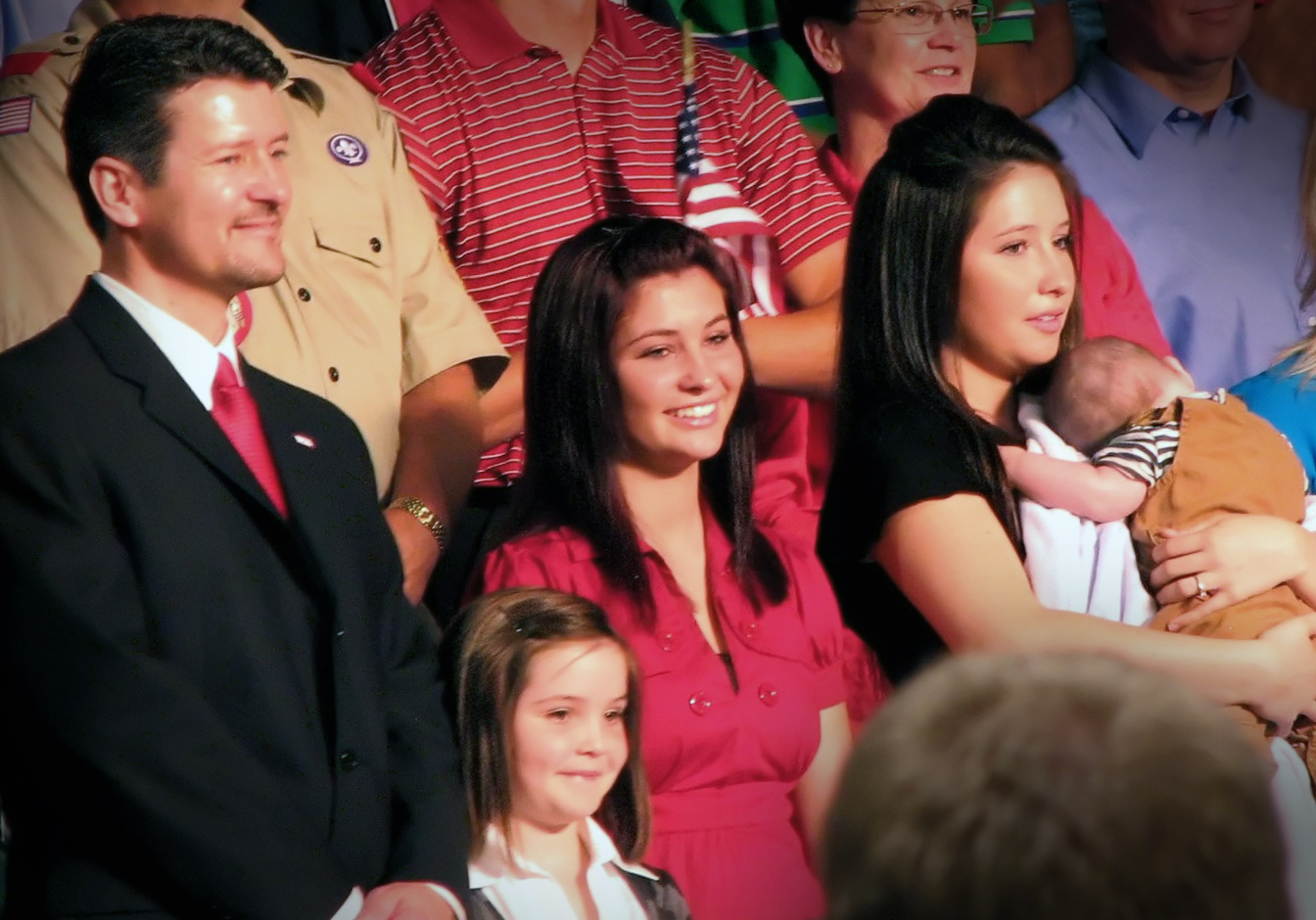
Palins Familie während der Verkündung der Kandidatur als Vizepräsidentin

Die Familie zog 1964 von Idaho nach Skagway, Alaska, da ihre Eltern dort Stellen als Lehrer und Schulsekretärin antraten. 1982 schloss Palin die Wasilla High School ab, an der sie sich als Basketballspielerin den Spitznamen „Sarah Barracuda“ erworben hatte. Während der Schulzeit leitete sie den christlichen Verband junger Sportler. 1984 nahm sie an den Miss-Wahlen zur Miss Alaska teil und belegte den dritten Platz.

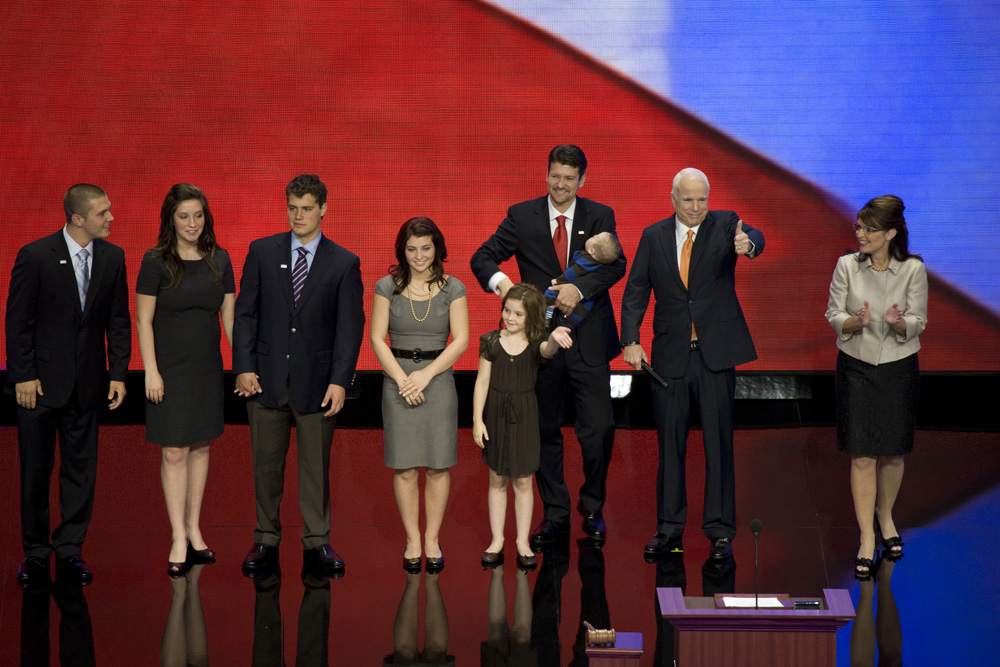
Die Familie Palin auf einer republikanischen Wahlkampfveranstaltung am 4. September 2008 mit John McCain (zweiter von rechts)

Palin besuchte von 1982 bis 1987 vier Universitäten bzw. Colleges (Hawaii Pacific College, North Idaho Community College, University of Idaho, Matanuska-Susitna Community College) und erwarb 1987 schließlich an der University of Idaho einen Bachelor of Science in Kommunikation und Journalismus. Sie lebte danach in Skagway, Eagle River und in Wasilla.
Sie heiratete Todd Palin, einen in der Region North Slope tätigen Unternehmer, der viermal den Tesoro Iron Dog, das weltweit längste Schneemobilrennen, gewann. Der Ehe entstammen fünf Kinder; das jüngste wurde im Frühjahr 2008 mit Down-Syndrom geboren, das zweitälteste – die damals 18-jährige Tochter – machte sie am 28. Dezember 2008 zur Großmutter. Entgegen der Ankündigung während des US-Wahlkampfs 2008, nach dem Schulabschluss zu heiraten, trennte sich die Tochter zwei Monate nach der Geburt vom Vater des Kindes. Um das Sorgerecht und den Unterhalt für Palins Enkelkind kam es zu Auseinandersetzungen mit dem Vater des Kindes.
2007 wurde ein Autowaschbetrieb, der ihr und ihrem Mann zu insgesamt 40 Prozent anteilig gehörte, vom Bundesstaat Alaska geschlossen (Bescheid über unfreiwillige Auflösung), nachdem der obligatorische Zweijahres-Geschäftsbericht und die Gebühren dafür vom Bundesstaat Alaska erfolglos angemahnt wurden. Die Gebühren an die Behörden waren mehr als ein Jahr überfällig.
Auf den für 2008 veröffentlichten Ranglisten von Google lag die Wortkombination „Sarah Palin“ auf Platz 1 der Seiten mit den größten Steigerungen der Suchbegriffsabfragen. Bezüglich der Steigerungsrate innerhalb dieses Jahres rangierte sie damit auch deutlich vor Barack Obama.
Palin bezeichnet sich selbst als Hockey mom. Bis 2002 war sie praktizierende Pfingstlerin. Sie lebt mit ihrer Familie in Wasilla, etwa 65 Kilometer nördlich von Anchorage.
2019 reichte ihr Mann wegen „unterschiedlicher Temperamente“ die Scheidung ein. Die Scheidung wurde 2020 wirksam.

## Karriere

### Politischer Aufstieg

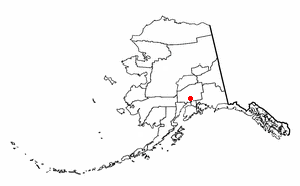
Lage Wasillas in Alaska

Palin, die seit ihrer Volljährigkeit bei der Republikanischen Partei registriert ist, wurde erstmals 1992 in den Stadtrat ihrer Heimatstadt Wasilla gewählt. 1996 wurde sie Bürgermeisterin der Kleinstadt und hatte das Amt bis 2002 inne. Im Bürgermeisterwahlkampf bezog sie vor allem Positionen gegen Waffenkontrolle und gegen Abtreibung und sicherte sich somit Unterstützung nationaler Lobbygruppen. Diese Themen waren für die sonst nachbarschaftlich geführten lokalen Wahlkämpfe sehr ungewöhnlich.
Als Bürgermeisterin verfolgte sie eine ausgesprochen wirtschaftsfreundliche Politik. So wurden von Unternehmen nur niedrige Steuern erhoben, nur wenig Auflagen bei der Ansiedlung in Wasilla erteilt und es wurde billiges Bauland für Unternehmen zur Verfügung gestellt. Als Folge wurde in den beiden Amtszeiten Palins deutlich mehr Bauland ausgewiesen und es kam zu einer Zunahme der Ansiedlung von Einkaufszentren und größeren Unternehmen. Die Bevölkerungszahl Wasillas stieg um etwa ein Viertel. Allerdings traten damit auch zunehmend Belastungen für die Umwelt auf. So weist der Lucille-See bei Wasilla erhöhte Konzentrationen von Phosphaten auf.
Palin machte Wahlkampf mit der Kürzung ihres Gehalts als Bürgermeisterin. So kürzte sie ihr Gehalt ab dem 1. Januar 1997 tatsächlich von 68.000 Dollar auf 61.200 Dollar, um es dann zum 6. Januar 1998 auf 68.000 Dollar zu erhöhen. Zu Beginn des Jahres 1999 kam es zu einer erneuten Kürzung auf nun 66.000 Dollar, gefolgt von einer erneuten Erhöhung auf 68.000 Dollar zu Beginn ihrer zweiten Amtszeit.
2002 unterlag sie knapp ihrem Parteikollegen Loren Leman in der Vorwahl der Republikaner zum Vizegouverneur. Von 2003 bis 2004 saß sie im Aufsichtsrat des Kommissariats für die Öl- und Gasvorkommen in Alaska. Von diesem Posten trat sie aus Protest über die Amtsverfehlungen einiger republikanischer Parteigenossen (u. a. Arbeit für die Partei auf Staatskosten und die Weitergabe von vertraulichen Dokumenten der Öl- und Gaskommission an Lobbyisten) zurück.

### Gouverneurin von Alaska

#### Politik
Im August 2006 gewann sie die Vorwahl der Republikaner zum Amt des Gouverneurs, wobei sie Amtsinhaber Frank Murkowski mit 51 Prozent zu 19 Prozent besiegte (ein dritter Kandidat, John Binkley, erreichte 30 Prozent). Am 7. November 2006 wurde sie mit 48 Prozent, gegenüber ihren Herausforderern Tony Knowles mit 41 Prozent und Andrew Halcro mit neun Prozent, zum jüngsten und ersten weiblichen Gouverneur Alaskas gewählt und am 4. Dezember 2006 vereidigt. Die Schwerpunkte ihrer politischen Arbeit lagen in der Erschließung der Ressourcen, im Bildungswesen, beim Arbeitsmarkt, im Gesundheitswesen, der öffentlichen Sicherheit sowie bei Transportfragen und der Infrastruktur. Unter ihrer Führung investierte Alaska fünf Milliarden Dollar in staatliche Fonds wie den Alaska Permanent Fund, überarbeitete von Grund auf die Finanzierung des Bildungswesens und führte Unterstützungsmaßnahmen für einkommensschwächere Senioren (Senior Benefits Program) ein. Sie schuf auch das Alaska Petroleum Systems Integrity Office zur Überwachung der Versorgung an Öl- und Gas-Equipments, Anlagen sowie Infrastruktur. Außerdem ließ sie einen Ausschuss zu den Auswirkungen des Klimawandels (Climate Change Subcabinet) einrichten zur Vorbereitung und Umsetzung einer Strategie Alaskas gegen die globale Erwärmung.

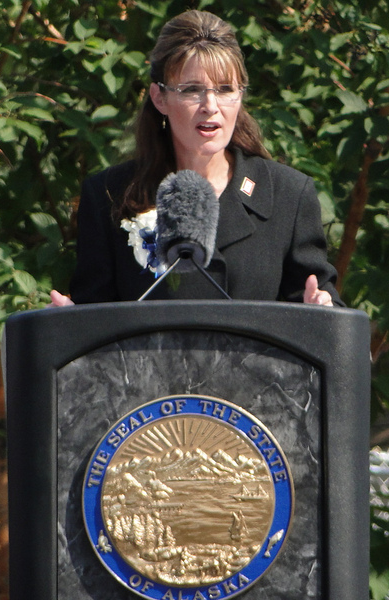
Sarah Palin bei ihrer Abschiedsrede vom Amt des Gouverneurs von Alaska

Während ihrer Amtszeit wurden Gesetze verabschiedet, die die Planung einer Gaspipeline vorantrieben, die Erdgas aus Alaska durch Kanada in das US-amerikanische Mutterland transportieren soll. Außerdem wurden die staatlichen Ethikgesetze überarbeitet. Palin hielt auch den Vorsitz der Interstate Oil and Gas Compact Commission, einer Behörde, an der die meisten Bundesstaaten beteiligt sind und die die Erhaltung sowie die umwelt- und gesundheitsschonende Bergung der US-amerikanischen Öl- und Erdgasvorkommen fördern soll. Sie war auch stellvertretende Vorsitzende des National Governors Association Natural Resources Committees.
Am 26. Juli 2009 legte sie ihr Amt als Gouverneur nieder und übergab die Amtsgeschäfte an Sean Parnell. Der Rücktritt wurde von Analysten als Schritt in Richtung eines höheren Postens in der Bundespolitik gesehen. Sie erklärte bei ihrer Abschiedsrede, dass sie bereit sei, sich verstärkt für die Interessen der Amerikaner und die Wahrheit einzusetzen. Zu diesem Zeitpunkt wurde sie bei Umfragen von 40 % der US-Amerikaner positiv, von 53 % als negativ bewertet.

#### Vorwürfe wegen Art der Amtsführung
In Alaska liefen Ermittlungen wegen Amtsmissbrauchs gegen sie, weil der von ihr im Juli 2008 entlassene Chef der Polizei des Staates Alaska Walt Monegan erklärte, von Palins Umfeld wiederholt unter Druck gesetzt worden zu sein, einen bestimmten Beamten aus dem Dienst zu entfernen. Diese politische Affäre wurde als Troopergate bekannt. Bei letzterem handelt es sich um den Ex-Mann von Palins Schwester, der mit dieser in einem Scheidungs- und Sorgerechtsstreit steht. Die Entlassungsforderung wurde damit begründet, dass ihm die für einen Polizisten erforderlichen Charaktereigenschaften fehlen würden, denn er habe seinen elfjährigen Stiefsohn, auf dessen Wunsch hin, mit einer Elektroschockpistole verletzt, widerrechtlich einen Elch gejagt, Bier in einem Polizeiwagen getrunken und Todesdrohungen gegen seinen Schwiegervater ausgestoßen, für den Fall, dass dieser seiner Tochter einen Scheidungsanwalt besorge. Wenige Tage nach Bekanntwerden des Vorwurfs gab das Parlament von Alaska offizielle Ermittlungen zu diesem Fall in Auftrag. Versuche republikanischer Abgeordneter, das Untersuchungsverfahren zu stoppen, wurden am 9. Oktober 2008 durch den Obersten Gerichtshof des Staates Alaska zurückgewiesen. Die Abgeordneten argumentierten, die Untersuchung sei parteipolitisch motiviert. Der Gerichtshof entschied, dass zum einen die Ermittlungen bereits vor der Nominierung zur Vizepräsidentschaft aufgenommen wurden und es zum anderen legitim sei, dass das Parlament Ermittlungen über die Hintergründe der Entlassung eines Landesbeamten anstelle.

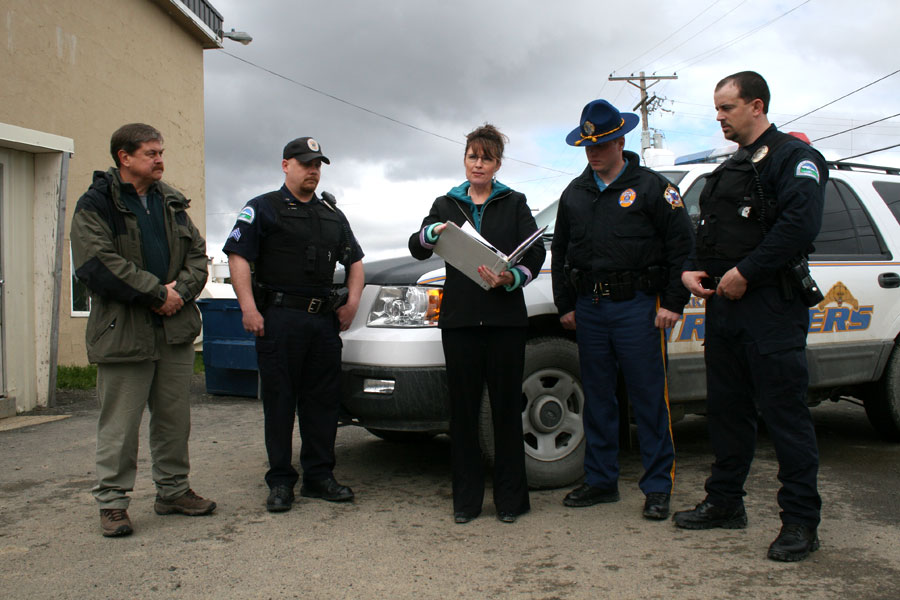
Sarah Palin (Mitte) mit dem später von ihr entlassenen Walt Monegan (links) und Beamten der Alaska State Troopers

Am 11. Oktober 2008 wurde der Bericht des parlamentarischen Ermittlungskomitees veröffentlicht, der feststellte, dass die republikanische Vizepräsidentschaftskandidatin Palin bei der Entlassung des ranghohen Beamten Walt Monegan ihre Macht als Gouverneurin missbraucht habe. Dabei hätten zwar nicht ausschließlich Familienstreitigkeiten eine Rolle gespielt, diese seien aber ein Faktor gewesen. Die Entlassung sei zwar gesetzeskonform gewesen, doch habe sich Palin von dem privaten Streit beeinflussen lassen, was laut Ermittler Stephen Branchflower, einem ehemaligen Staatsanwalt, gegen Alaskas Ethikgrundsatz für Regierungsmitglieder verstoße. An den Bericht des Ausschusses schlossen sich Ermittlungen der Personaldirektion des Staates Alaska an. In Alaska ist diese Verwaltungsbehörde dafür zuständig, über eventuelle Rechtsfolgen für den Gouverneur zu befinden, falls dieser seine Macht missbraucht haben sollte. Am 24. Oktober 2008 sagte das Ehepaar Palin vor der Direktion aus. Unmittelbar vor der Präsidentschaftswahl vom 4. November 2008 veröffentlichte die Personalkommission das Ergebnis ihrer Untersuchungen. Der Personalausschuss stellte fest, dass der Untersuchungsausschuss die Fakten korrekt zusammengestellt habe. Gleichwohl habe nach Auffassung der Personalkommission Palin die Ethikgrundsätze Alaskas nicht verletzt. Der Parlamentsausschuss habe die Grundsätze unzutreffend angewendet. Die Ethikgrundsätze sollten eine persönliche Bereicherung verhindern, diese läge nicht vor.
Darüber hinaus werden nach Recherche der New York Times Vorwürfe erhoben, dass Palin einen Führungsposten im Landwirtschaftsministerium von Alaska an eine Schulfreundin vergeben habe. Als Qualifikation für den mit einem Jahresgehalt von 95.000 US-Dollar überdurchschnittlich gut dotierten Job habe die Schulkameradin Franci Havemeister unter anderem ihre „Liebe zu Kühen als Kind“ angegeben. Ähnliche Vorgänge seien bei vier weiteren Schulfreunden festzustellen gewesen. Zudem sei sie nach Recherchen der New York Times unter Politikern in Alaska im zweiten Jahr ihrer Amtszeit kaum an ihrem Amtssitz anzutreffen gewesen.
Untersuchungen eines Sonderermittlers wegen der möglicherweise rechtswidrigen Mitnahme ihrer Kinder auf Dienstreisen führten im Februar 2009 zu einer Vereinbarung, nach der Palin 7.000 $ an den Staat Alaska zurückzuzahlen habe. Von den untersuchten 72 Reisen wurden neun durch den Ermittler Timothy Petumenos als zweifelhaft eingestuft. Das übrige seien dienstlich bedingte Reisen gewesen. Gleichwohl liege grundsätzlich kein Fehlverhalten Palins vor, Alaska sei nur in den zweifelhaften Fällen nicht verpflichtet, die Mitnahme von Familienmitgliedern zu bezahlen.

### Kandidatur zur Vizepräsidentschaft 2008

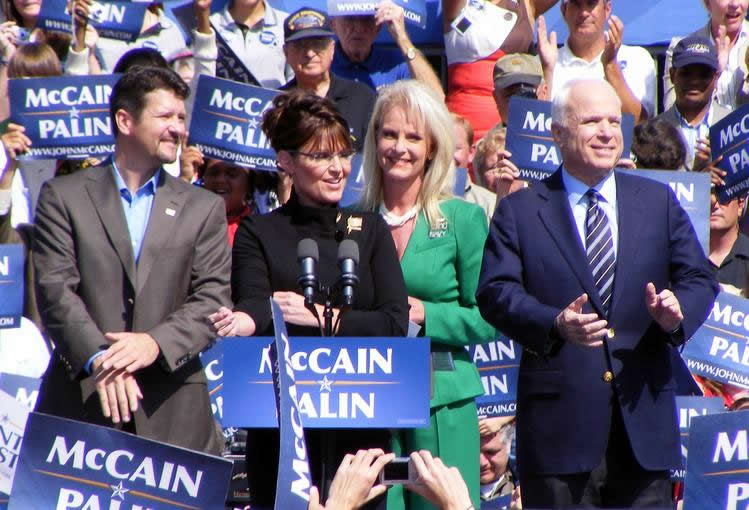
Todd Palin, Sarah Palin, Cindy Hensley McCain, John McCain (von links nach rechts) bei einem gemeinsamen Wahlkampfauftritt am 10. September 2008

Sarah Palin kandidierte im Präsidentschaftswahlkampf 2008 erfolglos an der Seite von John McCain für die Vizepräsidentschaft der Vereinigten Staaten. Sie wäre die erste Frau gewesen, die dieses Amt bekleidet, war aber nicht die erste Kandidatin: Bereits 1884 kandidierte Marietta Stow als Vizepräsidentin; 1984 kandidierte mit Geraldine Ferraro als Bewerberin der Demokraten erstmals eine Frau auf der Plattform einer der großen Parteien für die Vizepräsidentschaft.
Die Nominierung Palins erfolgte erstmals öffentlich bei einer Wahlkampfveranstaltung in Dayton (Ohio). Palin war nicht McCains erste Wahl: Sein Favorit Joe Lieberman, Senator aus Connecticut und bei der Präsidentschaftswahl des Jahres 2000 noch Running Mate des Demokraten Al Gore, war durch den konservativen Flügel der Republikaner blockiert worden. Sie hatte allerdings ihre Nominierung bereits im September 2007 vorbereitet, indem sie einflussreiche konservative Pressevertreter nach Alaska eingeladen und bewirtet hatte. Diese warben für sie als Vizepräsidentschaftskandidatin.
Nach Einschätzung von Analysten sollte die Nominierung Palins einerseits Anhänger der unterlegenen Präsidentschaftskandidatin Hillary Clinton, vor allem weiße Frauen, in das Lager McCains ziehen, aber auch die religiös orientierte konservative Parteibasis der Republikaner mobilisieren.
Es zeigte sich, dass die evangelikalen Kreise eher gespalten auf die Kandidatur Palins reagierten und ihre Kandidatur unter Frauen eher auf Abneigung stieß. Gemäßigte Republikaner, wie beispielsweise Colin Powell, wechselten schließlich wegen der Entscheidung für Palin in das Lager Obamas über; unter neokonservativen Intellektuellen stieß ihre Kandidatur im Laufe des Wahlkampfes zunehmend auf Ablehnung. Auf der anderen Seite sahen konservative Republikaner Palin unabhängig vom Wahlausgang zukünftig in führender Stellung in der Partei. Falls McCain die Wahl verliere, wurde teilweise eine Präsidentschaftskandidatur für 2012 ins Auge gefasst. Kurz vor der Wahl ergaben Umfragen der New York Times und des Senders CBS, dass 59 % der Befragten Palin eher ablehnten, da sie zu unerfahren sei.
Wenige Tage nach der Nominierung wurde die Schwangerschaft von Palins 17-jähriger lediger Tochter bekannt. Dies wurde in der Öffentlichkeit wegen Palins politischen Positionen zur Sexualkunde thematisiert.

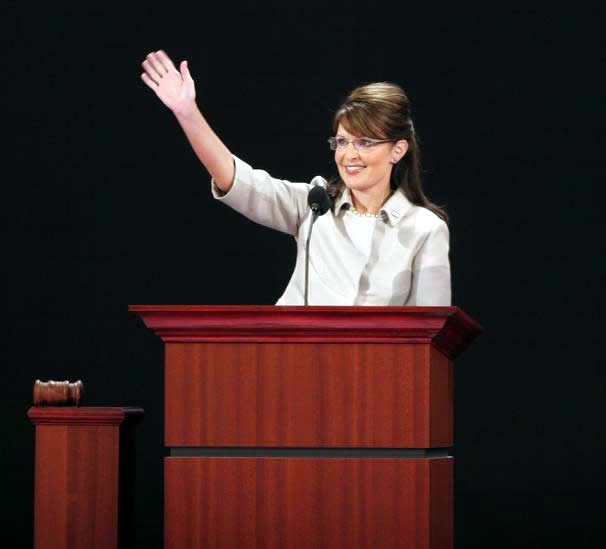
Sarah Palin während ihrer Rede auf dem Nominierungsparteitag der Republikaner (2008)

In einer gegen die Kandidaten der Demokraten gerichteten Rede auf dem Nominierungsparteitag begeisterte sie die Anhänger ihrer Partei. Die Rede hatte in den Vereinigten Staaten mit 37,2 Millionen Zuschauern hohe Einschaltquoten. Der demokratische Vizepräsidentschaftskandidat Joe Biden hatte mit seiner Rede am 27. August 2008 demgegenüber nur 24 Millionen Zuschauer. In der Folge des Parteitages und der Rede Palins zeigten erstmals Umfragen einen Vorsprung McCains vor Obama, was auf die Nominierung Palins zurückgeführt wurde. Erst mit der Verschärfung der Finanzkrise in der Folge des Zusammenbruchs der Bank Lehman Brothers endete der mit Sarah Palins Nominierung entstandene Vorsprung.
Palins Auftreten und Kleidungsstil im Wahlkampf, insbesondere die von ihr getragene Brille, beeinflussten die Mode in den Vereinigten Staaten. Die Kleidung löste allerdings später eine Debatte in den Vereinigten Staaten aus, als bekannt wurde, dass die Republikaner Kleidung, Schminke und ihre Frisur mit 150.000 $ finanziert hatten. Die Imageberaterin hielt das für notwendig, um das Aussehen einer Provinzlerin abzustreifen und stattdessen einen kosmopolitischen Look zur Schau zu stellen. Spender für den Wahlkampf der Republikaner und Anhänger der Partei kritisierten diese Verwendung von Wahlkampfgeldern.
Um die ihr zunehmend vorgeworfene außenpolitische Unerfahrenheit demonstrativ zu kompensieren, traf sie am 23. September 2008 zunächst den ehemaligen US-amerikanischen Außenminister Henry Kissinger. Anschließend traf sie sich am selben Tag am Rande der UNO-Vollversammlung mit dem Staatschef Kolumbiens, Álvaro Uribe, dem Staatschef Afghanistans, Hamid Karzai, und am 24. September auch mit dem Präsidenten Georgiens, Micheil Saakaschwili, dem Präsidenten der Ukraine, Wiktor Juschtschenko, dem Präsidenten des Iraks, Dschalal Talabani, sowie den Staatschefs Pakistans und Indiens, Asif Ali Zardari und Manmohan Singh. Diese Treffen wurden auch mit Blick auf das Interview vom 11. September (s. u.) organisiert, in dem Sarah Palin einräumte, noch nie persönlich ein ausländisches Staatsoberhaupt getroffen zu haben. Die Treffen sollten zunächst unter Ausschluss der Presse stattfinden. Erst nach erheblichen Protesten, vor allem durch CNN, wurde der Presse ein kleiner Einblick gewährt.
Am 11. September 2008 gab Sarah Palin bei ABC dem Journalisten Charles Gibson ihr erstes selbstständiges Interview seit Beginn der Kandidatur. Ansonsten gab sie seit der Nominierung auf dem Parteitag keine Pressekonferenzen. Kritiker warfen ihr daher vor, Journalisten gezielt zu meiden, um fehlende Kenntnisse in der Außenpolitik zu überdecken. In insgesamt drei Interviews zwischen dem Nominierungsparteitag und dem Fernsehduell mit Joe Biden am 2. Oktober 2008 offenbarte sie eklatante Unkenntnis in wirtschafts- und außenpolitischen Fragen. Sie äußerte außerdem Überzeugungen, die der erklärten Politik McCains zuwiderliefen. Besonders ein Interview, das Palin der CBS-Journalistin Katie Couric gab, wurde als misslungener Auftritt eingeschätzt. Unter anderem antwortete Palin auf die Frage, wie viel sie über Russland wisse, lediglich, dass man an klaren Tagen Russland von Alaska aus sehen könne. Palin selbst gab in ihrem 2009 veröffentlichten Buch „Going Rogue“ als Ursache hierfür an, dass Couric voreingenommen gewesen sei und ihre Aussagen daher zu kurzen Informationshappen gekürzt worden seien.
In der Fernsehdebatte mit Joe Biden hatte sie sich laut einer Umfrage nach der Debatte nach der Meinung von 84 % der Zuschauer weniger stark blamiert als zuvor zu erwarten gewesen sei; dies wertete ihr Lager als Erfolg. Trotzdem war sie nach der Umfrage nur für 36 % überzeugender als Biden, der von 51 % als Sieger des Duells angesehen wurde. Das Duell wurde nach Untersuchungen von Nielsen Media Research von über 70 Millionen Zuschauern gesehen, während die erste Debatte von Obama und McCain von nur 52 Millionen Zuschauern verfolgt wurde.
Als die Umfragewerte des republikanischen Kandidaten zurückgingen, warf Palin Barack Obama vor, persönliche Kontakte zu Bill Ayers zu haben, einem ehemaligen führenden Mitglied der Weathermen, einer terroristischen Gruppe der 1960er bzw. 1970er Jahre. Das wurde als Teil eines von Palin angestrebten Strategiewechsels im Wahlkampf betrachtet, der darauf abzielt, weniger persönliche Rücksicht zu nehmen. Von demokratischer Seite wurde es als ein Ablenkungsmanöver angesehen.
Dieser Strategiewechsel führte allerdings dazu, dass sich die gemäßigten Wähler mehr in Richtung auf Obama orientierten. Palin vertrat im Rahmen der härteren Linie in mehreren Reden die Position, dass Obama zu „sozialistischen“ Experimenten neige und den Anforderungen der Außenpolitik nicht gewachsen sei.
Sarah Palin und John McCain verloren bei den Präsidentschaftswahlen am 4. November 2008 deutlich gegen das Demokraten-Duo Barack Obama und Joe Biden. Nach der in ihrer Autobiographie 2009 veröffentlichten Auffassung Palins war die Hauptursache der Niederlage die mangelhafte Vorbereitung der Kampagne durch das Wahlkampfteam McCains. Diese Auffassung wurde durch Mitglieder des Wahlkampfteams empört zurückgewiesen.

### Nach der Vizepräsidentschaftskandidatur

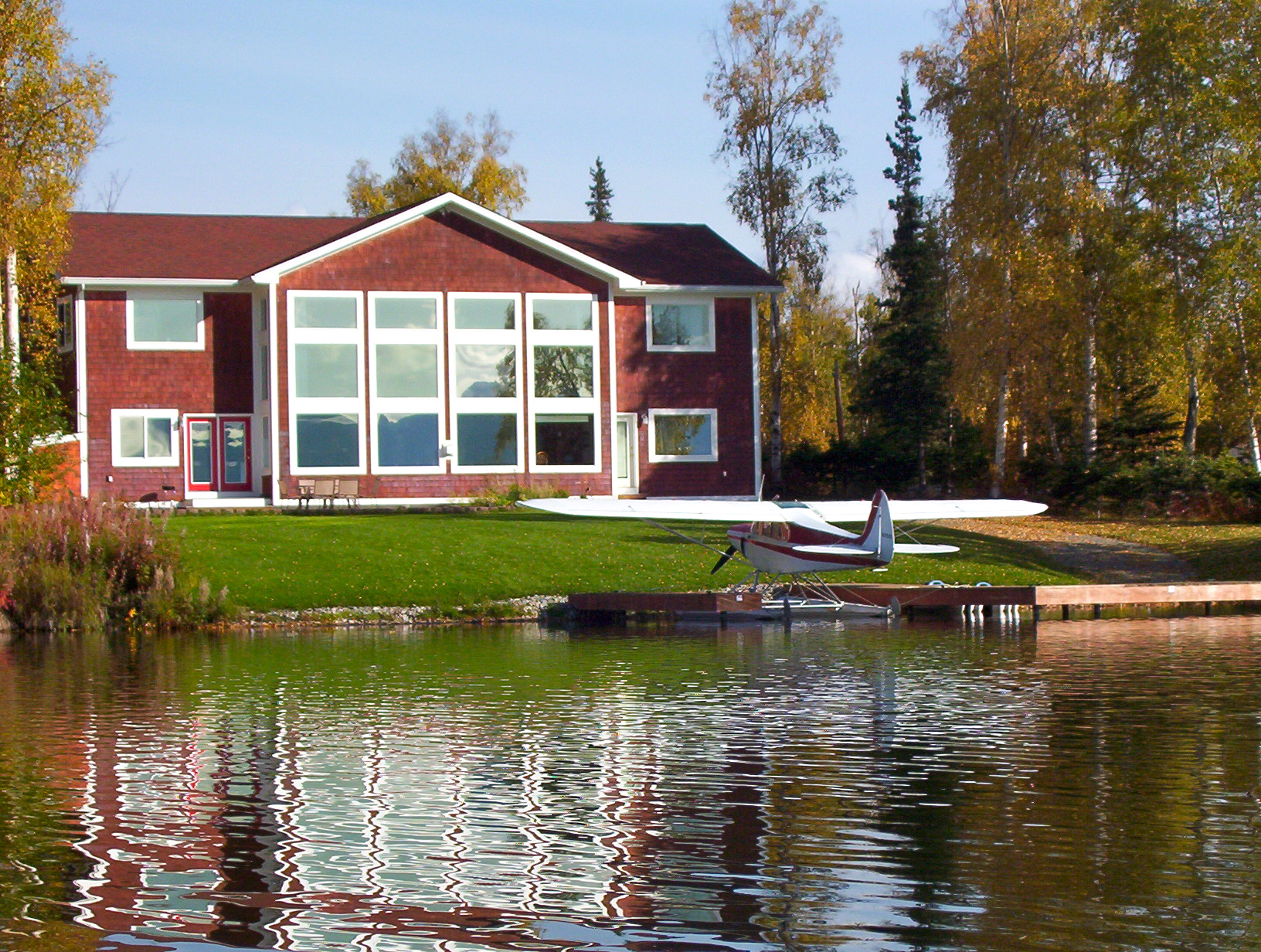
Sarah Palins Wohnhaus am Lake Lucille

Nach dem Wahlkampf erklärte Sarah Palin in einem Interview bei Larry King, dass sie die Wahl Obamas als historischen Moment betrachte, stolz auf ihn sei und für ihn und seine Regierung bete. Sie schloss eine Präsidentschaftskandidatur 2012 nicht aus. Bei der Conservative Political Action Conference wurde Sarah Palin gemeinsam mit Ron Paul mit 13 % der abgegebenen Stimmen auf Platz drei der möglichen Präsidentschaftskandidaten der Republikaner 2012 gewählt. Besser schnitten Mitt Romney (20 %) und Bobby Jindal (14 %) ab. Eine Meinungsumfrage des Senders CNN ergab demgegenüber Ende Februar 2009, dass 29 % der republikanischen Wähler eine Präsidentschaftskandidatur Palins 2012 unterstützen würden. Sie schnitt bei der Umfrage damit am besten ab. Bei einer Umfrage unter konservativ-religiösen Wählern im September 2009 fiel sie allerdings hinter Mike Huckabee (28 %) mit 12 % zurück. Durch den Rücktritt als Gouverneurin habe sie nach Auffassung republikanischer Wahlkampfstrategen das Image einer „Drückebergerin“ erhalten. Das Antreten Palins zur Präsidentschaftswahl 2012 könne daher in einem Debakel enden. Allerdings zeigten auch noch nach dem Rücktritt vom Gouverneursamt im Frühjahr 2010 in Umfragen 37 % der US-Amerikaner deutliche Sympathien für Sarah Palin, auch wenn 50 % sie ablehnten und 71 % sie für das Amt des US-Präsidenten für unqualifiziert hielten.
Am 4. Februar 2010 trat Sarah Palin als Hauptrednerin auf der Tea Party Convention auf. Die Tea-Party-Bewegung gilt als rechtskonservative Bewegung mit großer Breitenwirkung. Am 7. Februar 2010 sagte sie in einem Interview, dass sie sich eine Präsidentschaftskandidatur im Jahr 2012 vorstellen könne. Sie wird als führende Persönlichkeit dieser Bewegung betrachtet und damit als einflussreich bei der Auswahl konservativer Kandidaten und stellt so ein Problem für eher gemäßigte Vertreter der Republikanischen Partei dar. Gleichwohl unterstützte sie John McCain bei dessen erneuter Kandidatur bei der Wahl in den Senat der Vereinigten Staaten für Arizona 2010, obwohl McCain gegen den konservativeren J. D. Hayworth antrat. Hayworth wertete den Auftritt als Dank an McCain, der ihr mit der Vizepräsidentschafts-Kandidatur zu Bekanntheit verholfen habe. Insgesamt unterstützte sie bei den republikanischen Primaries 2010 30 Kandidaten, von denen sich 20 bei den parteiinternen Vorwahlen durchsetzen konnten. Neben McCain unter anderem Carly Fiorina in Kalifornien, Rand Paul in Kentucky und den Außenseiter Joe Miller in Alaska gegen Senatorin Lisa Murkowski.
Bei einer durch den Moderator Glenn Beck organisierten Großdemonstration der Tea-Party-Bewegung am 28. August 2010 am Lincoln Memorial in Washington, D.C. sprach auch Sarah Palin. Sie forderte unter anderem dazu auf, die Ehre der Vereinigten Staaten und die Vereinigten Staaten wiederherzustellen, statt sie zu ändern. Ein Auftritt Palins bei einem Ronald-Reagan-Dinner der Republikanischen Partei in Iowa wurde teilweise als erster Schritt zur Präsidentschaftskandidatur 2012 gewertet.
Bei der Rede in Des Moines rief sie zur Geschlossenheit der republikanischen Partei bei den Kongresswahlen auf.

Sarah Palins Anzeige, bei der Wahlbezirke demokratischer Abgeordneter mit Fadenkreuzen markiert war

Nach dem Attentat auf Gabrielle Giffords im Januar 2011 geriet Palins Rhetorik in die Diskussion. Kritiker warfen ihr vor, dass ihre aggressiven Kampagnen das Meinungsklima vergiftet und zu dem Attentat geführt hätten. So hatte Sarah Palins Political Action Committee ab März 2010 auf einer Website eine Karte der Vereinigten Staaten, auf der die Lage der Wahlbezirke derjenigen demokratischen Abgeordneten des Repräsentantenhauses der Vereinigten Staaten mit Fadenkreuzen gekennzeichnet war, die bei der Wahl zum Repräsentantenhaus der Vereinigten Staaten 2008 den Wahlbezirk einem Kongressabgeordneten der Republikanischen Partei abgenommen hatten und nachher für die Gesundheitsreform von Barack Obama gestimmt hatten, gezeigt. Nach dem Attentat sprach sie den Hinterbliebenen ihr Mitgefühl aus, griff aber auch ihre Kritiker an und warf ihnen vor, eine „Blutanklage“ (englisch Blood Libel) gegen sie zu erheben. Da der Begriff „Blutanklage“ sich auf antisemitische Vorwürfe bezieht, wurde ihr hierfür fehlende Sensibilität vorgeworfen. Im Jahr 2022 erlitt Palin vor Gericht eine Niederlage gegen The New York Times, der sie die absichtliche Verbreitung von Falschinformation vorgeworfen hatte. The New York Times hatte das Attentat auf Giffords mit jener Anzeige in Verbindung gebracht.
Anfang Oktober 2011 gab Palin ihren Verzicht auf eine Präsidentschaftskandidatur 2012 bekannt und führte persönliche Gründe an. Zuvor waren ihre Zustimmungswerte stark zurückgegangen und sie lag deutlich hinter ihren Parteikollegen Mitt Romney, Rick Perry und Herman Cain.

### Medienkarriere
Bereits während des Wahlkampfes mit McCain erfuhr Sarah Palin größere mediale Aufmerksamkeit. Die Darstellung Palins in den Medien folgte hierbei einem traditionellen Frauenbild durch Hervorhebung ihrer Teilnahme an Miss-Wahlen, ihres äußeren Erscheinungsbildes und ihrer Rolle als Mutter.
Große Aufmerksamkeit erregten während des Präsidentschaftswahlkampfes die Palin-Parodien in der Comedy-Sendung Saturday Night Live (SNL), für die Tina Fey, ehemaliges SNL-Ensemblemitglied, wegen ihrer äußerlichen Ähnlichkeit mit Palin engagiert wurde. Die Sendung erreichte durch diese Sketche die besten Quoten seit Jahren, und Feys Palin-Darstellung erlangte einem Bericht von Reuters zufolge fast so viel öffentliche Beachtung wie Palin selbst, die schließlich auch persönlich in einer Folge der Sendung auftrat. Die Parodie durch Fey wurde 2009 mit dem Emmy prämiert.
Gemeinsam mit Lynn Vincent verfasste sie ihre Autobiographie unter dem Titel Going Rogue: An American Life, die im November 2009 im Verlag HarperCollins erschien. Sarah Palin verdiente mit einem Vorschuss in Höhe von 1,25 Millionen Dollar an dem Buch mehr, als durch die Gehälter als Politikerin. Die Erstauflage von 1,5 Millionen Exemplaren war bereits vor dem Erscheinen durch Vorbestellungen ausverkauft. Das Buch erklomm noch vor dem Erscheinen in den Vereinigten Staaten den ersten Platz der Bestseller-Listen. Palin stellt in dem Buch den Wahlkampf 2008 aus ihrer Sicht dar. Nach ihrer Auffassung sei sie durch das republikanische Wahlkampfteam nur äußerst unzureichend vorbereitet worden. Katie Couric, der sie im Wahlkampf ein Interview gegeben hatte, sei bei der Fragestellung voreingenommen gewesen. Nach der Auffassung von Beat Ammann handelt es sich bei Going Rogue über weite Strecken um eine Abrechnung Palins, die allerdings gut geschrieben sei. Das Buch enthalte außer einem Rückgriff auf das Leitmotiv der Politik Ronald Reagans bezüglich der Marktwirtschaft und der Steuersenkungen kein weitergehendes politisches Programm. Bis zum Frühjahr 2010 verkaufte sich die Autobiographie nach Verlagsangaben 2,2 Millionen Mal. 2010 erschien ein weiteres Buch von Palin bei Harper mit dem Titel America by Heart: Reflections on Family, Faith, and Flag.
Von Januar 2010 bis Januar 2013 war Palin Kommentatorin bei Fox News. Der erste Auftritt für FOX erfolgte im Januar 2010 im Rahmen der O'Reilly-Show. Am 13. Juni 2013 war Palin wieder bei Fox als Analystin zu sehen.
Ab Ende März 2010 stellte sie in der TV-Show „Real American Stories“ ihre Sichtweise dar. In der Show wurden spendierfreudige Reiche, militärische Helden und Eltern, die sich um ihre behinderten Kinder kümmern als das „wahre Amerika“ dargestellt. Die Show geriet kurz nach der ersten Ausstrahlung in die Kritik, da altes Sendematerial von Fox wiederverwendet wurde. Die Erstausstrahlung erreichte etwas mehr als zwei Millionen Zuschauer.
Sarah Palin produzierte 2010 für den Sender TLC eine Reality-Show mit dem Namen Sarah Palin's Alaska. Jede der geplanten acht Episoden soll eine Million US-Dollar kosten. Es gab keine Fortsetzung.
Im Juni 2011 veröffentlichte ihr Nachfolger Sean Parnell 24.199 E-Mails. Der Staat Alaska stellte sich lange gegen eine Veröffentlichung, genehmigte sie aber schließlich. In einem „Wettlauf gegen die Zeit“ durchforsteten die Pressekorrespondenten jegliches Material in der Hoffnung auf einen spektakulären Bericht.
Palins Seite bei Facebook wies 2010 etwa drei Millionen Abonnenten aus. Empfehlungen und Beiträge von ihr dort haben Einfluss etwa auf die Debatte um die Gesundheitsreform oder die Kandidatur von Republikanern bei den Kongresswahlen am 2. November 2010. 2014 folgten ihr auf Facebook vier Millionen Personen und auf Twitter eine Million Personen.
Sarah Palin startete am 27. Juli 2014 einen eigenen TV-Kanal. Der Sarah Palin Channel war über den digitalen Videoservice Tapp gegen eine Gebühr von zehn Dollar abonnierbar, Angehörige der Streitkräfte waren von den Gebühren befreit. Die Inhalte waren hauptsächlich der Person Sarah Palin gewidmet, dazu gehörten politische Kommentare Palins, Erziehungsratschläge, Küchenrezepte und Einblicke in das Familienleben der Palins. Ab dem 3. April 2014 sendete der Kabelsender Sportsman Channel Amazing America eine Doku-Soap Palins. Thema soll der Pioniergeist der USA sein. Der TV-Kanal wurde am 4. Juli 2015 wieder eingestellt und auch keine der TV-Serien hatte dauerhaften Erfolg.
Im Sommer 2016 wurde eine Gerichtsshow Palins nach dem Muster von Judge Judy angekündigt, obwohl Palin keine juristische Ausbildung hat. Ein Netzwerk, das diese Show ausstrahlen würde, wurde nicht genannt.

### Präsidentschaftswahl 2016

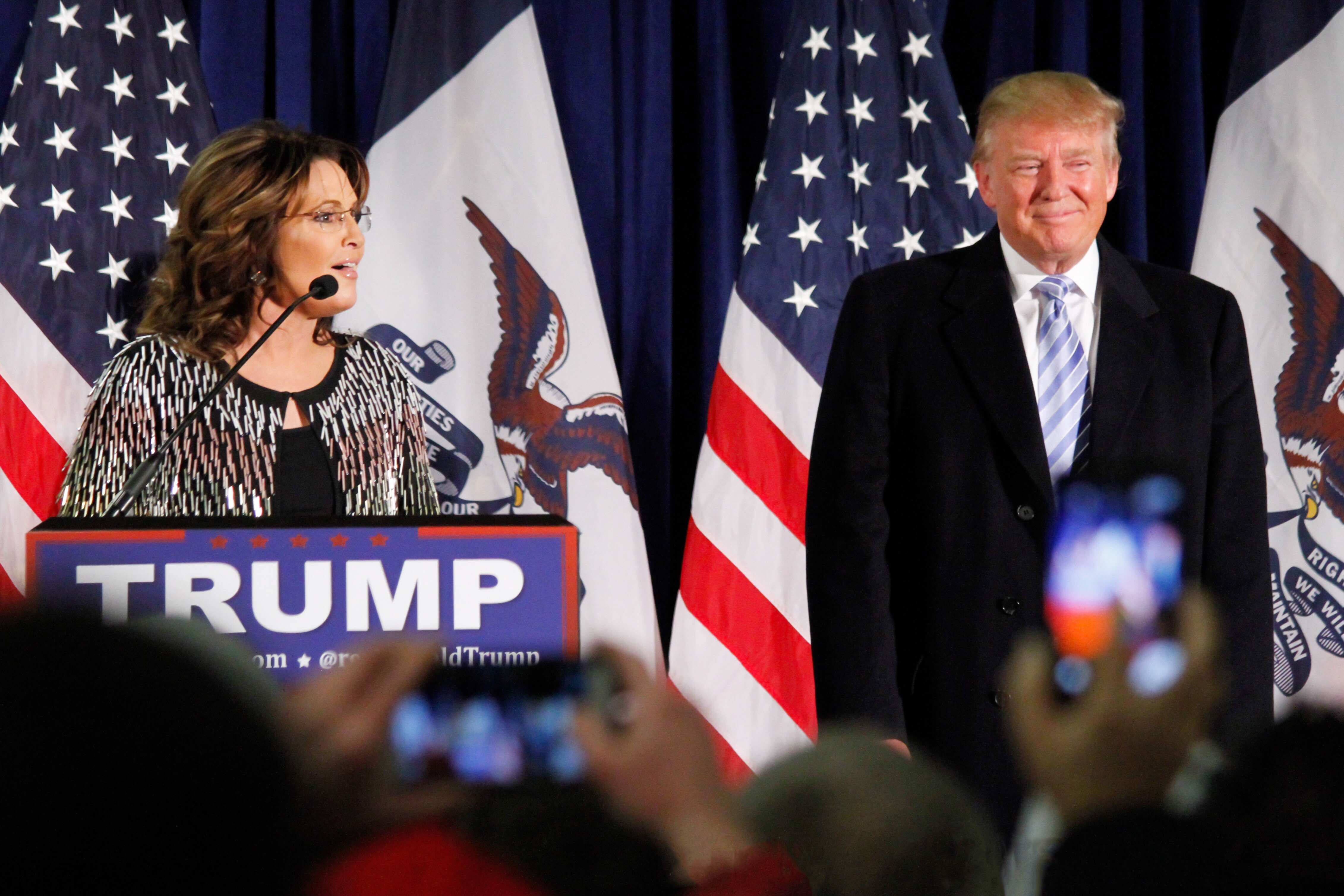
Sarah Palin mit Donald Trump auf einer Wahlkampfveranstaltung in Iowa.

Während seiner Kandidatur zum Kandidaten der Republikaner bei der Präsidentschaftswahl 2016 erklärte Donald Trump im September 2015, er würde jemanden wie Palin gerne in seinem Kabinett haben. Palin äußerte darauf in CNN, dass sie das Energie-Ressort unter Trump bekleiden könnte. Energie sei „ihr Baby“, sie würde das Ministerium aber sofort abschaffen.
Im Januar 2016 verkündete Sarah Palin in Ames, Iowa, ihre Unterstützung für Donald Trump als Bewerber für die Kandidatur der Republikaner bei der Präsidentschaftswahl 2016. Daraufhin nannte Trump in einem Interview ihre Unterstützung eine „Ehre“. Die Erklärung Palins hätte seiner Kandidatur bei der ersten Vorwahl in Iowa nutzen können. Während er gegen Ted Cruz landesweit in Umfragen führte, lag er in Iowa gleichauf. Iowas Republikaner bevorzugen eher die von Palin oder Cruz repräsentierte evangelikale Linie. Sie erschien nur ein einziges Mal auf einer Wahlkampfveranstaltung als Unterstützerin von Donald Trump. Nach dem Wahlsieg Trumps sagte sie, dass Gott in die Wahl eingegriffen habe, um Trump siegen zu lassen.
Nach dem Ende der Wahlkampagne schloss Palin zum 31. Dezember 2016 ihr PAC, was als Verzicht auf jede weitere politische Karriere gedeutet wurde. Im Oktober 2018 deutete sie eine mögliche Kandidatur gegen die republikanische Senatorin Alaskas Lisa Murkowski für das Jahr 2022 an.

### Kandidatur für das Repräsentantenhaus 2022
Kurz vor Ablauf der Bewerbungsfrist zur Wahl der Nachfolge des im März 2022 gestorbenen Kongressabgeordneten Don Young kündigte Palin ihre Kandidatur am 1. April 2022 an. Als Kandidaten für die Wahl zur Besetzung des einzigen Sitzes Alaskas im Repräsentantenhaus der Vereinigten Staaten traten mindestens vierzig Personen an. Die erste Runde war auf den 11. Juni 2022 festgesetzt. Im zweiten Wahlgang am 16. August 2022 traten die vier Erstplatzierten des ersten Wahlgangs gegeneinander an. Die Bestimmung des Wahlsiegers erfolgte nach dem Prinzip der Integrierten Stichwahl. Sie begründete ihre Kandidatur damit, dass „Amerika an einem Wendepunkt“ sei und die „extreme Linke Amerika zerstören“ würde. Bereits zwei Tage nach der Ankündigung der Kandidatur sprachen der ehemalige Präsident Donald Trump, wie auch die ehemalige Gouverneurin South Carolinas und Botschafterin Nikki Haley ihre Unterstützung für Palin aus. Eine im April 2022 durchgeführte Umfrage unter wahrscheinlichen Wählern in Alaska sah Palin mit den meisten Unterstützern unter den Kandidaten (31 %), aber auch eine Ablehnung durch 51 % der Befragten. Im ersten Wahlgang erreichte Palin 27,0 % und zog damit gemeinsamen mit ihrem Parteifreund Nick Begich III (19,1 %), dem Unabhängigen Al Gross (12,6 %) und der Demokratin Mary Peltola (10,1 %) in die zweite Wahlrunde ein. Gross zog seine Kandidatur für die Hauptwahl zurück und empfahl die Wahl Peltolas.
In der Erstauszählung des Wahlgangs vom 16. August 2022 erreichte Palin 31,3 % der Stimmen und belegte nur den 2. Platz hinter der Demokratin Mary Peltola, die 40,2 % erhielt. Nach Eliminierung von Begich und Neuverteilung seiner und der Write-in-Stimmen siegte Peltola in der Endauszählung mit 51,5 % zu 48,5 % der Stimmen.
Palin war auch als Kandidatin für die Hauptwahl am 8. November qualifiziert, bei der sie erneut gegen Peltola antrat.
Palin forderte den bei der Nachwahl Drittplatzierten Begich auf, seine Kandidatur zurückzunehmen. Die aufgeteilten republikanischen Stimmen seien der Grund, dass nun Alaska durch eine Demokratin vertreten werde. Begich lehnte ab, mit der Begründung, dass die Nachwahl gezeigt habe, dass Palin nicht genug Stimmen auf sich vereinigen könne. Bei der Hauptwahl erreichte Peltola 48,8 % der Erstpräferenzstimmen und Palin 25,7 %, nach Neuverteilung der Stimmen der ausgeschiedenen Kandidaten siegte Peltola mit einem Vorsprung von 55,0 % gegenüber 45,0 % für Palin.

## Politische Positionen
Sarah Palin wird dem rechten Rand der Republikaner zugeordnet und vertritt dezidiert konservative Positionen, die auch von gemäßigten Republikanern abgelehnt werden. Sie gilt als eine besonders prominente Vertreterin der Parteirechten, sieht sich aber selbst als Vertreterin der Durchschnittsamerikaner und stellt sich in der Nachfolge der Politik Ronald Reagans und charakterisiert sich selbst als „commonsense conservative“. Sarah Palin hat vor allem in der „Tea-Party-Bewegung“, die sich nach der Boston Tea Party nennt und sich strikt gegen die Politik Obamas und gemäßigt-konservative Republikaner wendet, zahlreiche Anhänger.
Sie gilt als stark polarisierend, nach einer Umfrage im Dezember 2009 bezeichneten sich 44 % der befragten US-Amerikaner als Anhänger Palins, 47 % der Befragten lehnten sie ab.

### Artenschutz
Im Mai 2008 unterstützte sie eine Kampagne zur Streichung der Eisbären von der Roten Liste gefährdeter Arten mit der Begründung, dass sich deren Bestand in den letzten Jahren erholt habe. Kritiker sahen hinter diesem Statement jedoch die Angst Palins und anderer Politiker Alaskas, dass der Naturschutz die Öl- und Gasförderung des Bundesstaates behindern könne. Außerdem legalisierte sie das Jagen von Wölfen und Bären in Alaska per Flugzeug.

### Außenpolitik

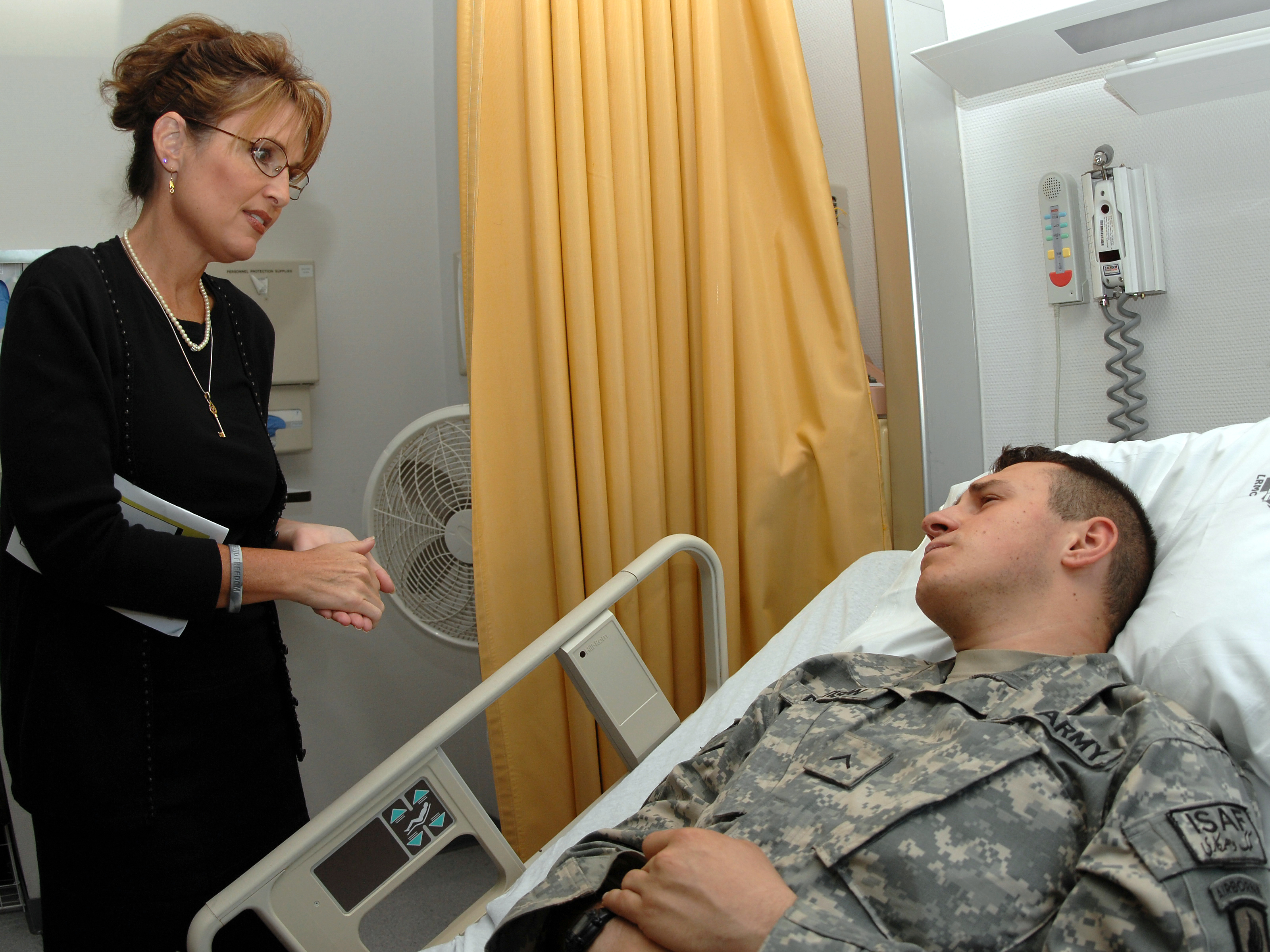
Sarah Palin im Landstuhl Regional Medical Center, Juli 2007

Sarah Palin gilt als außenpolitisch unerfahren. Im September 2008 erklärte sie, bis dahin lediglich Kanada und Mexiko besucht zu haben und sich ansonsten nur zu Besuchen von Soldaten in Deutschland und Kuwait im Ausland aufgehalten zu haben. Ihren ersten Reisepass hatte Palin 2007 beantragt. Sarah Palin vertritt zwar einige eher konservative Positionen in der Außenpolitik, eine kohärente Auffassung in Form einer Palin-Doktrin ist aber nicht erkennbar.
In einem Interview im August 2008 mutmaßte Sarah Palin, dass der Irakkrieg, in den die USA verwickelt sind, um Energieressourcen geführt werde. Im Juni 2008 bezeichnete sie während eines Gottesdienstes das Ziel des Irakkriegs als von Gott festgesetzt. In ihrem ersten Fernsehinterview nach der Nominierung als Kandidatin für das Amt des Vizepräsidenten mit dem Fernsehsender ABC am 11. September 2008 relativierte sie ihre Aussage: Auf Nachfrage erklärte sie, dass sie sich kein Urteil über den Willen Gottes anmaße. Palin räumte ein, dass bei der Vorbereitung des Krieges im Irak „gepfuscht“ worden sei. Während des Fernsehduells mit dem Vizepräsidentschaftskandidaten der Demokraten Joe Biden erklärte sie, dass Abzugspläne der Demokraten ein Zeigen der weißen Flagge seien.
Palin sprach sich in einem Interview mit dem Sender ABC am 11. September 2008 für den Beitritt Georgiens und der Ukraine zur NATO aus, auch wenn das dazu führen könne, dass die USA im Bündnisfall Russland den Krieg erklären müssten. Palin betont ihre tiefe Verbundenheit mit Israel und setzt auf eine Vertiefung der strategischen Beziehungen zwischen den USA und Israel. Im ABC-Interview vom 11. September 2008 befürwortete sie die Unterstützung eines Militärschlages Israels gegen den Iran, falls Israel einen solchen für seine Sicherheit als notwendig erachte. In einer nicht gehaltenen, aber in der New York Sun veröffentlichten Rede erklärte sie, dass der Präsident des Iran und das iranische Atomprogramm aufgehalten werden müssten. Sie forderte 2010 in einem Kommentar bei Fox News Obama auf, dem Iran den Krieg zu erklären.
Verhandlungen zum START-III-Abkommen durch die Regierung Obama sah sie als „naiv“ an. Im November 2009 sprach sich Palin dafür aus, dass Israel seine Siedlungstätigkeit in den besetzen Gebieten ausweitet. Damit nahm sie eine Position an, die in den vergangenen 40 Jahren keine US-Regierung eingenommen hatte. In einem Interview mit Barbara Walters sagte Palin: „Ich denke nicht, dass die Regierung Obama irgendein Recht hat, Israel zu sagen, was es zu tun oder zu lassen hat.“

### Forschungs- und Bildungspolitik
Sarah Palin steht laut einem Bericht der Los Angeles Times dem Kreationismus nahe. Sie selbst glaubt dem Bericht zufolge, dass vor 6000 Jahren Menschen und Dinosaurier gemeinsam die Erde bevölkerten. In ihrer Amtszeit als Gouverneurin unternahm sie Versuche, Kreationismus gleichberechtigt mit der Evolution an Schulen unterrichten zu lassen. Sie sprach sich zwar dafür aus, Intelligent Design neben der Evolutionstheorie zu lehren meinte jedoch auch, dass Intelligent Design nicht unbedingt Teil des Lehrplanes sein müsse. An öffentlichen Schulen befürwortet sie das Lehren von Enthaltsamkeit vor der Ehe, hat jedoch widersprüchliche Aussagen zur Frage gemacht, ob Verhütungsmethoden gelehrt werden sollten.

### Gesundheitspolitik
Nach ihrem Rücktritt zeigte Palin auf ihrer Facebookseite ihr Kind mit Down-Syndrom, um die radikalen Bestrebungen der Regierung Obama zur Sterbehilfe deutlich zu machen. Sarah Palin trug mit dem Facebook-Eintrag wesentlich zur Emotionalisierung der Debatte um die Gesundheitsreform bei. Diese Stellungnahme steht im Zusammenhang mit der von Barack Obama angestrebten Gesundheitsreform und veranlasste den Präsidenten zu einem Appell, zu einer sachlichen Diskussion über die Reform des amerikanischen Gesundheitssystems zurückzukehren. Die demokratische Sprecherin des Repräsentantenhauses Nancy Pelosi hatte die durch Palin ausgelöste Debatte als „unamerikanisch“ gescholten. Auch die US-Senatorin Lisa Murkowski, wie Palin Republikanerin aus Alaska, wies Palins Behauptungen als unwahr zurück.

„The America I know and love is not one in which my parents or my baby with Down Syndrome will have to stand in front of Obama’s “death panel” so his bureaucrats can decide, based on a subjective judgment of their “level of productivity in society,” whether they are worthy of health care. Such a system is downright evil.“

„Das Amerika, das ich kenne und liebe, ist nicht eines, in dem Eltern oder mein Baby mit Down-Syndrom vor einem Scharfgericht Obamas stehen müssen, so dass seine Bürokraten aufgrund ihres subjektiven Urteils, das sie mit Berücksichtigung des Grades der Produktivität in der Gesellschaft treffen, darüber entscheiden, ob ich eine Gesundheitsvorsorge verdiene. Ein solches System ist grundsätzlich böse.“

### Innenpolitik
Sarah Palin gilt als gesellschaftspolitisch konservativ. Sie ist Mitglied bei Feminists for Life of America, die sich als strikte Abtreibungsgegner positionieren, auch bei Vergewaltigungsopfern und Inzestschwangerschaften. Das hat sie anlässlich ihrer Wahl zur Gouverneurin betont. Als Mitglied der National Rifle Association ist sie ferner gegen Einschränkungen des privaten Waffenbesitzes, lehnt gleichgeschlechtliche Ehen ab und unterstützte eine Änderung in der Verfassung des Staates Alaska, die eine Ehe als Verbindung zwischen Mann und Frau festschreibt. Sie tritt für die Todesstrafe ein.
Zugleich hat sie auch einen Ruf als Reformerin und konsequente Korruptionsbekämpferin, auch wenn dieses Bild im Laufe des Präsidentschaftswahlkampfes zunehmend in Zweifel geriet.
Während der Fernsehdebatte am 2. Oktober 2008 gegen Joe Biden, den Kandidaten für die Vizepräsidentschaft der Demokraten, schlug Sarah Palin eine Ausweitung der Machtbefugnisse des US-Vizepräsidenten vor.

### Wirtschafts- und Energiepolitik
In Bezug auf den Zusammenbruch der Bank Lehman Brothers am 15. September 2008 im Zuge der Finanzkrise ab 2007 erklärte sie, dass sie der Ansicht sei, das Finanzsystem der Vereinigten Staaten sei überholt und mit dem Missbrauch und Missmanagement an der Wall Street müsse aufgeräumt werden. Sie griff damit Äußerungen McCains zur Wirtschaftskrise auf, erklärte aber nicht, welche Maßnahmen konkret von ihr befürwortet werden.
Sarah Palin vertritt den Standpunkt, dass Gott Amerika mit einer Vielzahl von Rohstoffen gesegnet habe. Diese seien auszubeuten, damit das Geld für diese Rohstoffe nicht in Länder fließe, die Rohstoffvorräte als Waffen einsetzen würden.
Die Energiepolitik der letzten dreißig Jahre sieht sie als verfehlt an. Die Energiepolitik müsse deutlicher mit der nationalen Sicherheit der USA verknüpft werden. Palin kritisiert dabei auch die großen Energiekonzerne, die lediglich die Energiepreise hochtrieben. Palin ist eine Klimawandelleugnerin, die die menschengemachte globale Erwärmung bestreitet. Sie erklärte 2008 aber durch den Bau von Kohlekraftwerken mit CO2-Abscheidung und -Speicherung Arbeitsplätze schaffen zu wollen. Nach Ansicht von Kritikern dieser Pläne Palins sind derartige Kraftwerke allerdings noch nicht weit genug entwickelt. Ende 2009 rief sie Barack Obama auf, die UN-Klimakonferenz in Kopenhagen zu boykottieren und vertrat die Ansicht, es sei nicht gesichert, ob der Klimawandel von Menschen verursacht werde. Vereinbarungen in Kopenhagen würden ihrer Auffassung nach nicht das Klima beeinflussen, sondern Arbeitsplätze kosten. Sie verschärfte damit ihre politische Position, da sie noch im Präsidentschaftswahlkampf den Einfluss des Menschen auf den Klimawandel nicht ausgeschlossen hatte.
In der Folge der Ölpest im Golf von Mexiko nach dem Untergang der Bohrinsel Deepwater Horizon erklärte Palin auf Twitter, dass ausländischen Ölkonzernen nicht naiv getraut werden solle. Sie bezog sich dabei auf BP, den Betreiber der Ölplattform und ehemaligen Arbeitgeber ihres Ehemannes.

### COVID-19

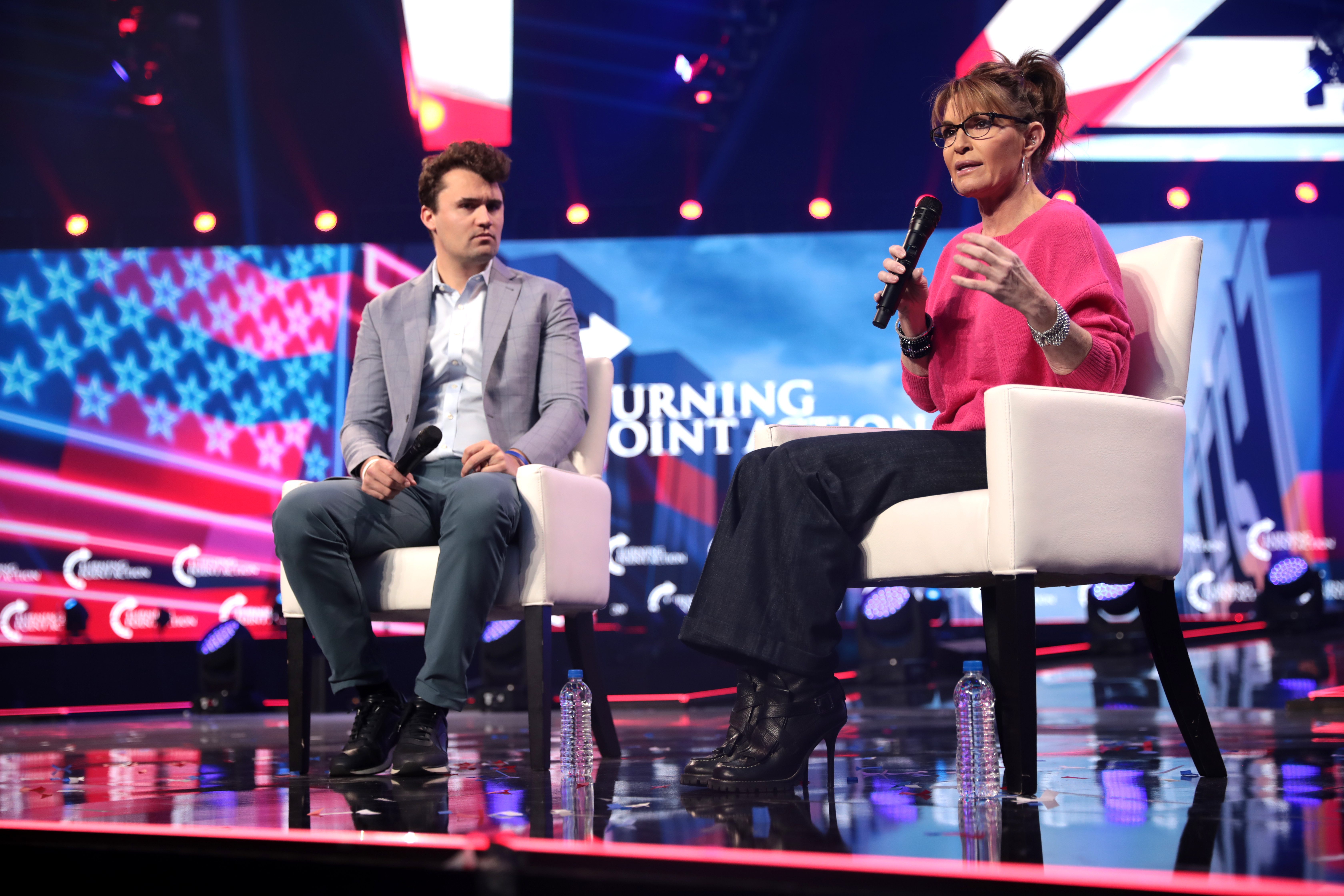
Sarah Palin im Gespräch mit Charlie Kirk bei Turning Point USA.

Im Dezember 2021 erklärte sie bei einer Veranstaltung von Turning Point USA, sie werde sich „nur über ihre Leiche“ gegen COVID-19 impfen lassen. An der Veranstaltung nahmen auch Impfgegner wie Tucker Carlson sowie zum extremistischen Teil der republikanischen Partei zählende Politiker wie Lauren Boebert und Marjorie Taylor Greene teil. Zudem erklärte sie wahrheitswidrig, es gebe mehr Menschen, die die Impfung verweigerten, als solche, die sich impfen ließen.

## Sonstiges
Der US-amerikanische Verlag Bluewater Productions (heute: TidalWave Productions) veröffentlichte nach der Präsidentschaftswahl eine Biographie der Politikerin in der Form eines Comics. Der Comic erschien in der Reihe „Female Forces“ und war in der ersten Auflage in kurzer Zeit ausverkauft.
Am Wahltag, dem 4. November 2008, veröffentlichte Larry Flynts Magazin Hustler den selbstproduzierten parodistischen Pornofilm Who’s Nailin’ Paylin? Aus dem Film hat sich mittlerweile eine ganze Serie entwickelt, allerdings mit der originalen Schreibweise des Nachnamens, die auch andere Prominente und Politiker aufs Korn nimmt: So erschienen mit Letterman’s Nailin’ Palin, Hollywood’s Nailin’ Palin, You’re nailin’ Palin Interactive und Obama’s Nailin’ Palin bereits vier Nachfolger.
In dem Videospiel Postal III soll die Figur einer an Palin erinnernden Hockey Mom auftauchen.
Das politische Filmdrama Game Change – Der Sarah-Palin-Effekt von 2012 beschreibt Ereignisse in der Endphase des Präsidentschaftswahlkampfes 2008, in der Sarah Palin als Kandidatin für das Amt des Vizepräsidenten eine wichtige Rolle spielte. Palin wurde dabei von Julianne Moore gespielt. Der Film basiert auf dem Buch Game Change. Sarah Palin hat sowohl Buch als auch Film kritisiert, wobei sie behauptet hat, den Film nicht gesehen zu haben.
Palin hat ebenfalls in der Zeichentrickserie South Park einen Auftritt in der Folge „Obamas Eleven“, als professionelle Diebin, die zusammen mit Barack Obama und John McCain den Hope-Diamanten aus dem Smithsonian entwendet.
In der Science-Fiction-Groteske Iron Sky von 2012 wird eine namentlich nicht genannte Sarah Palin als US-amerikanische Präsidentin des Jahres 2018 imaginiert.
Im März 2020 nahm Palin als Bear an der dritten Staffel des US-amerikanischen Ablegers von The Masked Singer teil, bei der sie sich bereits nach dem ersten Auftritt demaskieren musste.

## Schriften
- Going Rogue. An American Life. HarperCollins, New York NY 2009, ISBN 978-0-06-193989-1.
- America by Heart. Reflections on Family, Faith, and Flag. HarperCollins, New York NY 2010, ISBN 978-0-06-201096-4.